# Sirop de datte

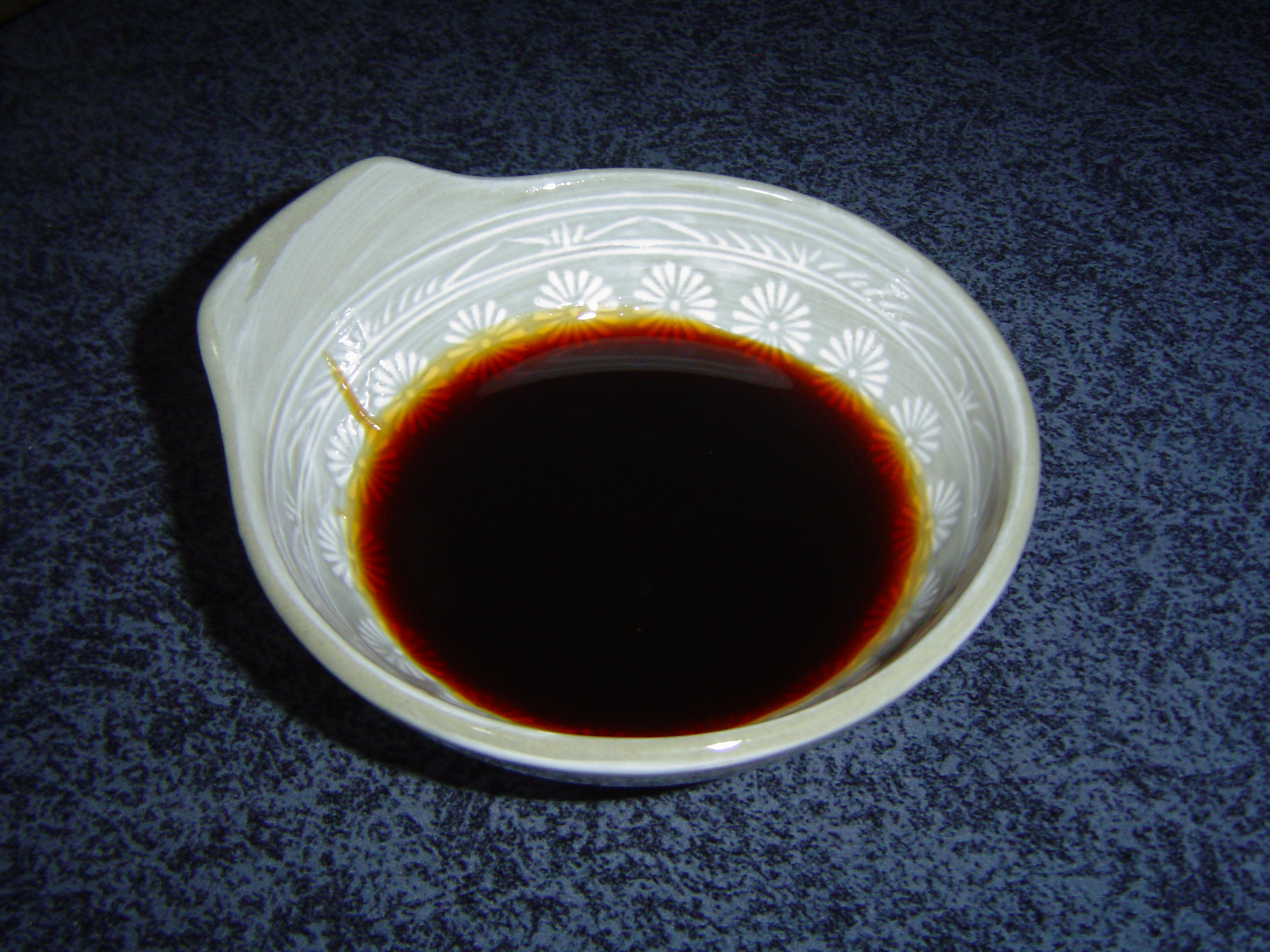
Sirop de datte.

Le sirop de datte, également appelé improprement « miel » de datte, est un sirop sucré foncé (mélasse de fruit) obtenu à partir d'extrait de dattes et typique de la cuisine du Moyen-Orient.
Le sirop de datte est appelé Rub Al-Tamr dans le monde arabe et silan en Israël, où il fut réintroduit par des Juifs originaires d'Irak.
Le miel évoqué dans la Bible par l'expression “une terre ruisselante de lait et de miel” (par exemple, Exode, 3:8) est un miel de datte. Le miel de datte fait partie des Sept espèces données lors des fêtes juives pour assurer la fertilité de la terre d’Israël.

## Préparation et composition
Le sirop est préparé à base de dattes cuites dans de l'eau, puis filtrées pour enlever les noyaux et enfin pressées pour extraire un jus. Le jus extrait est concentré par cuisson à feu doux jusqu'à l'obtention d'un liquide coloré et sirupeux (30 à 35°Bé), avec une concentration de solide total de 70 % en poids. Le sirop contient principalement des sucres dont le saccharose, le glucose et le fructose,. Les dattes du Phoenix dactylifera de par leur teneur importante en sucre sont utilisés pour la fabrication du sirop de datte.
Les mélanoïdines (issue de réaction de Maillard) et les complexes de fer-polyphénol sont responsables de la couleur foncée du sirop.

## Utilisation
Le sirop de datte s'utilise de la même façon que le sirop d'érable, pour accompagner les crêpes, les gaufres, ou bien en pâte à tartiner. En cuisine, il est mélangé à du tahini ou avec d'autres pâtisseries comme édulcorant ou pour son odeur caractéristique. Il sert à l'élaboration de produits alimentaires industriels tels que crème glacée, boissons, alcool, vinaigre, etc..